# Phrynobatrachus mayokoensis
Espèce
Phrynobatrachus mayokoensis est une espèce d'amphibiens de la famille des Phrynobatrachidae.

## Répartition
Cette espèce est endémique du département du Niari au Congo-Brazzaville. Elle se rencontre dans le district de Mayoko.
Sa présence est incertaine au Gabon.

## Étymologie
Son nom d'espèce, composé de mayoko et du suffixe latin -ensis, « qui vit dans, qui habite », lui a été donné en référence au lieu de sa découverte, Mayoko.

## Publication originale
- Rödel, Burger, Zassi-Boulou, Emmrich, Penner & Barej, 2015 : Two new Phrynobatrachus species (Amphibia: Anura: Phrynobatrachidae) from the Republic of the Congo. Zootaxa, no 4032, p. 55–80.